# Dörzbach

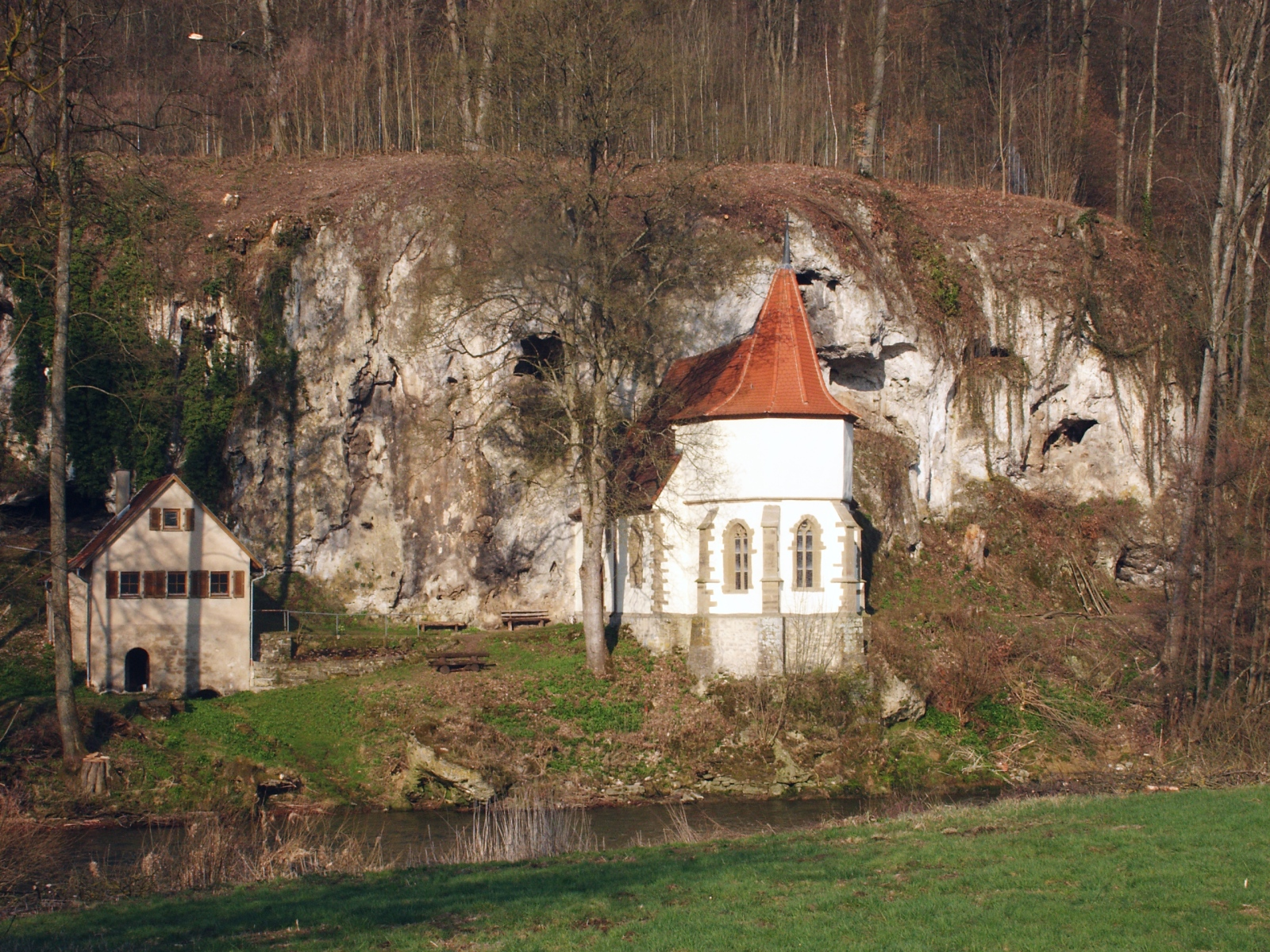
Kaplica

Dörzbach – miejscowość i gmina w Niemczech, w kraju związkowym Badenia-Wirtembergia, w rejencji Stuttgart, w regionie Heilbronn-Franken, w powiecie Hohenlohe, wchodzi w skład związku gmin Krautheim. Leży nad rzeką Jagst, ok. 12 km na północ od Künzelsau, przy drodze krajowej B19 i linii kolejowej Dörzbach–Möckmühl.